# 島津ゆう子
島津 ゆう子（しまづ ゆうこ、本名：後藤 祐子（ごとう ゆうこ）、1949年 - ）は、日本の歌手・作詞家。

## ディスコグラフィ
- ヘイ・モンロー ―モンローに捧げる歌― / 二つのコーヒー (作詞：島津ゆう子、作曲、編曲：藤本卓也、1969年、ビクターレコード）

- 悲しい悪戯 / 恋懺悔 (作詞：なかにし礼、作曲、編曲：筒美京平、1970年、ビクターレコード）

## 作詞作品
- 布施明 - 「愛の終りに」（作曲：クニ河内）
- 神田広美 - 「プロポーズ」（作曲：惣領泰則）「さよならの季節」（作曲：惣領泰則）